# آسانی لوکیمیا-مولانگتی
آسانی لوکیمیا-مولانگتی (انگلیسی: Assani Lukimya-Mulongoti؛ زادهٔ ۲۵ ژانویهٔ ۱۹۸۶) بازیکن فوتبال اهل آلمان است.
از باشگاه‌هایی که در آن بازی کرده‌است می‌توان به باشگاه فوتبال کارل زایس ینا، باشگاه ورزشی وردر برمن، باشگاه فوتبال هرتابرلین، باشگاه فوتبال لیائونینگ، باشگاه فوتبال هانزا روستوک، و باشگاه فوتبال فورتونا دوسلدورف اشاره کرد.
وی همچنین در تیم ملی فوتبال جمهوری دموکراتیک کنگو بازی کرده‌است.